# Texto-tipo ocidental

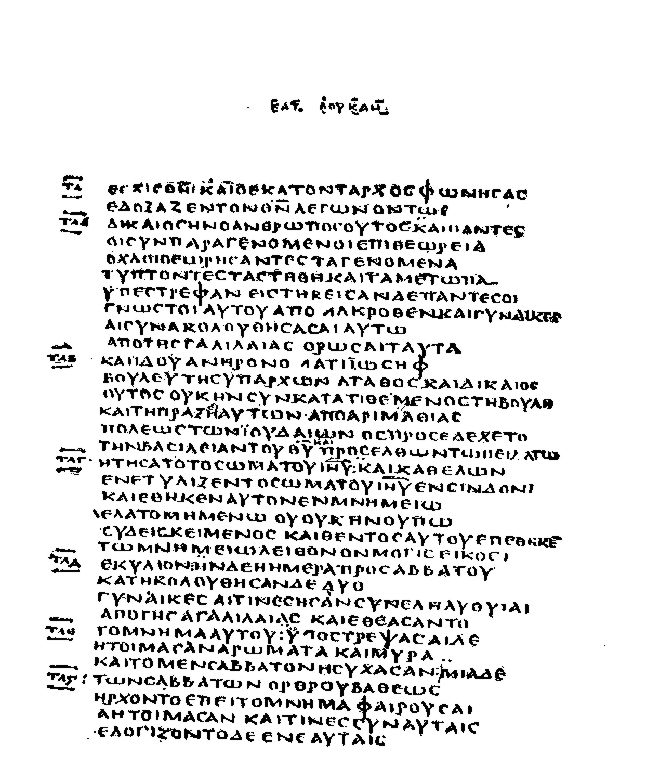
Codex Bezae, Lucas 23-47 a 24-1 m grego

O Tipo Textual Ocidental é um dos vários tipos de texto usados na crítica textual para descrever e agrupar o caráter textual do grego dos manuscritos do Novo Testamento.
É a forma predominante do texto do Novo Testamento nas traduções antigas, em latim e peshitta, feitas a partir do grego, e também das citações de alguns  escritores cristãos dos séculos II e III, incluindo Cipriano, Tertuliano e Ireneu. Numerosas características do texto ocidental  apareceram no texto dos Evangelhos, no Livro dos Atos e nas epístolas paulinas. Já as epístolas católicas e o Livro do Apocalipse provavelmente não tinham a forma de texto ocidental.
O tipo foi nomeado "ocidental" por Semmler (1725-1791) e tem sua origem nos primeiros centros da cristandade no Império Romano do Ocidente.

## Testemunhos
| Sinal                             | Nome                   | Data       | Conteúdo                    |
| {\displaystyle {\mathfrak {P}}}37 | Papiro 37              | ca. 300    | fragmento de Mateus 26      |
| {\displaystyle {\mathfrak {P}}}38 | Papyrus 38 (Michigan)  | ca. 300    | fragmento de Atos           |
| {\displaystyle {\mathfrak {P}}}48 | Papiro 48              | século III | fragmento de Atos 23        |
| {\displaystyle {\mathfrak {P}}}69 | Oxirrinco XXIV         | século III | fragmento de Lucas 22       |
| 0171                              |                        | século IV  | fragmento de Mateus e Lucas |
| (01) ﬡ                            | {Codex Sinaiticus}     | século IV  | João 1:1–8:38               |
| Dea (04)                          | Codex Bezae            | ca. 400    | Evangelhos e Atos           |
| W (032)                           | Codex Washingtoniensis | século V   | Marcos 1:1–5:30             |
| Dp (05)                           | Codex Claromontanus    | século VI  | Atos e epístolas paulinas   |
| Fp (010)                          | Codex Augiensis        | século IX  | Epístolas paulinas          |
| Gp (012)                          | Codex Boernerianus     | século IX  | Epístolas paulinas          |

Outros manuscritos: {\displaystyle {\mathfrak {P}}}25, {\displaystyle {\mathfrak {P}}}29 (?), {\displaystyle {\mathfrak {P}}}41, 066, 0177, 36, 88, 181 (epístolas paulinas), 255, 257, 338, 383 (Atos), 440 (Atos), 614 (Atos), 913, 915, 917, 1108, 1245, 1518, 1611, 1739, 1836, 1874, 1898, 1912, 2138, 2298, 2412 (Atos).